# Pernod Ricard
Pernod Ricard SA – francuska kompania notowana na giełdzie Euronext, producent szerokiego asortymentu alkoholi, z których produkty sztandarowe stanowią pastis, anyżowe nalewki Pernod Anise oraz Ricard Pastis.
Firma powstała z odnowionej dystylernii Pastis Fils, dawnego producenta jednego z najpopularniejszych absyntów, który zmuszony został do przerzucenia produkcji na likiery anyżowe po wprowadzeniu zakazu produkcji i dystrybucji absyntu. W chwili obecnej stanowi konglomerat o światowym zasięgu, będący właścicielem m.in. takich firm gorzelniczych, jak dawna korporacja Seagram, oraz dawnego rywala Allied Domecq plc. Dzięki temu ostatniemu nabytkowi dokonanemu w 2005 roku, Pernod Ricard dołączył do grona największych producentów alkoholu, poziomem sprzedaży ustępując jedynie InBev oraz Diageo.

## Historia

### Pernod
Zobacz też: Pernod Fils
- 1805 – Maison Pernod Fils założony został w Pontarlier, w regionie Franche-Comté we wschodniej Francji przez Henriego-Louisa Pernod, francuskiego gorzelnika pochodzącego z francuskojęzycznej części Szwajcarii. Gorzelnia początkowo wytwarza piołunowy likier ziołowy, znany jako absynt.
- 1871 – Pod Paryżem powstała Distillerie Hémard.
- 1872 – W Awinionie założone zostało Société Pernod Pére & Fils.
- 1915 – We Francji wprowadzony został zakaz produkcji, dystrybucji oraz spożywania absyntu. Większość gorzelni przerzuciło się na produkcję pastisu.
- 1926 – Trzy wspomniane wcześniej firmy połączyły się w Les Établissements Pernod.
- 1965 – Nastąpiło przejęcie Distillerie Rousseau, Laurens et Moureaux, wytwórcy likieru Suze od 1889.

### Ricard
- 1932 – W Marsylii Paul Richard założył Société Paul Ricard.
- 1940 – Rząd Vichy wprowadził zakaz produkcji pastis.
- 1944 – Zakaz produkcji pastis został zniesiony.
- 1951 – Inauguracja nowej marki Pastis 51, która wkrótce stała się ulubionym koktajlem Francuzów.
- 1968 – Paul Ricard przeszedł na emeryturę, a jego syn został prezesem firmy w 1978 roku

### Pernod Ricard
- 1975 – Dawni rywale powołali do życia spółkę Pernod Ricard S.A..
- 1988 – Pernod Ricard nabył Irish Distillers (producenta, m.in. whiskey Jameson)
- 1989 – Pernod Ricard przejął Orlando Wyndham (wytwórców Jacob's Creek)
- 1993 – Pernod Ricard wraz z kubańskimi gorzelniami pracowali nad Havana Club International
- 2001 – Pernod Ricard nabyła 38 procent akcji Seagram's Wines and Spirits
- 2005 – Pernod Ricard zakupił Allied Domecq
- 2008 – Pernod Ricard zakupił V&S (Absolut Vodka)

## Marki
W posiadaniu Pernod Ricard znajduje się wiele światowych marek, m.in.:
| - Royal Salute (szkocka whisky) - Chivas Regal (szkocka whisky) - The Glenlivet (szkocka whisky słodowa) - Jameson (whiskey irlandzka) - Seagram's Gin - Pernod aux extraits d'absinthe absynt - Luksusowa – wódka ziemniaczana - Wódka Wyborowa - Pan Tadeusz (wódka) | - Ricard and 51 (pastis) - Martell (koniak) - Wild Turkey (bourbon) - Jacob's Creek (wino) - Pernod (likier anyżowy) - Zuco (gin tarninowy) - DITA (nalewka na liczi chińskim) - Havana Club (rum) |

Od 2005 portfolio firmy powiększyło się o byłe marki Allied Domecq:
| - Ballantine’s szkocka - Kahlúa likier kawowy - Malibu Rum - Beefeater gin | - Tia Maria likier kawowy - Dystrybucja Stolicznajej w USA - Mumm szampan - Perrier-Jouët szampan |

Zgodnie z umową z amerykańską firmą Fortune Brands’ Pernod Ricard nabył także prawa do bourbona Makers Mark.
Bezalkoholowy napój czekoladowy Yoo-hoo Pernod Ricard nabył w 1989, by w 2001 odsprzedać go Cadbury Schweppes.

## Subsydariusze
- Pernod Ricard Pacific (Australia) – Właściciel Orlando Wines (producent Jacob's Creek) oraz Wyndham Estate
- Pernod Ricard NZ – Właściciel Montana Wines